# 高橋坦室
高橋 坦室（たかはし たんしつ、明和8年（1771年） - 文政6年5月21日（1823年6月29日））は、水戸藩の儒学者。彰考館総裁。名は広備、字は子大、通称は又一郎。坦室は号。

## 生涯
長久保赤水に学び、文に優れ、藤田幽谷とともに両才子と称せられた。天明6年（1786年）から彰考館に勤め、『大日本史』の編纂に努めた。享和3年（1803年）には論賛刪除の議を起こして立原翠軒らと対立した。同年、紀伝再訂頭取となり、文化4年（1807年）に彰考館総裁となった。翌文化5年（1808年）、御用調役となって政務に参与したが、人の欠点・不正を面折することから人望を失い、不遇のうちに病没した。
大正7年（1918年）、正五位を追贈された。

## 著書
- 『長久保赤水為学入門鈔』